# مدل بهره‌وری

## مدل بهره وری
بهره وری در اقتصاد نسبت آنچه که تولید می شود به آنچه که برای تولید شدن مورد نیاز است گفته می شود. بهره وری میزان راندمان تولید می باشد. مدل بهره وری روش اندازه گیری است که عملاً برای اندازه گیری مورد استفاده قرار می گیرد. وقتی نهاده و خروجی های (ستاده های) مختلف بسیاری وجود دارد مدل بهره وری باید قادر به حل فرمول نهاده/ستاده باشد.

## مقایسه مدل های بهره وری
اساس مقایسه مدل های بهره وری، شناسایی ویژگیها و درک تفاوتهایی که در مدلها وجود دارد، می باشد.این عمل، توسط این حقیقت که چنین ویژگیهایی بدون شک می تواند توسط فرمول اندازه گیریشان شناسایی شود کاهش یافته است.بر اساس مقایسه مدل، امکان شناسایی مدل هایی که برای اندازه گیری بهره وری مناسب است، وجود دارد. معیار این راه حل، تئوری و تابع تولید می باشد.اینکه مدل قادر به توصیف عملکرد تولید باشد ضروریست.

### ابعادمقایسه مدل بهره وری
اساس مقایسه ی مدل در نمودار، اشکار می شود دو بعد در مقایسه وجود دارد. مقایسه مدل افقی، اشاره به مقایسه بین مدل های کسب و کار می کند. مقایسه مدل عمودی، اشاره به مقایسه سطوح اقتصادی فعالیت یا سطوح کسب وکار، صنعت و اقتصاد ملی می کند.
درتمام سه سطح اقتصاد یعنی کسب و کار، صنعت و اقتصاد ملی، درک یکسانی ازپدیده بهره وری و اینکه چگونه باید مدل سازی و اندازه گیری شود، حکمفرماست.مقایسه، تفاوتها یی را اشکار می کند که اساساً می تواند در نتیجه تفاوتهای موجود در دقت اندازه گیری دیده شود . امکان توسعه مدل بهره وری کسب کار، برای اینکه دقیقتر از اقتصاد ملی باشد، وجود دارد به این دلیل که در کسب و کار داده های اندازه گیری بسیار دقیقتر است .

## مدلهای کسب و کار
چندین مدل مختلف در دسترس برای اندازه گیری بهره وری وجود دارد . مقایسه مدلها به صورت سیستماتیک بسیاری از مشکلات را ثابت کرده است . از نظر ریاضیات محض، امکان ایجاد ویژگیهای مختلف و مشابه از انها برای اینکه هر یک از این مدلها نسبت به مدلهای دیگر قابل فهم باشد، وجود دارد این نوع مقایسه با استفاده از مدل بهره وری امکانپذیر است که یک مدل با ویژگی های قابل تنظیم می باشد . یک مدل قابل تنظیم می تواند با ویژگی های تحت بررسی قرار گیرد که بعد از ان تفاوتها و شباهتها قابل شناسایی هستند.
ویژگی مدل های اندازه گیری بهره وری که فراتر از همه مدلهای دیگر است یک توانایی برای توصیف تابع تولید می باشد . اگر مدل بتواند تابع تولید را توصیف کند، برای کل اندازه گیریهای بهره وری مناسب است. به عبارت دیگر، اگر نتواند تابع تولید را توصیف کند و یا اگر تنها قسمتی از ان را انجام دهد، ان مدل برای ان کار مناسب نیست.مدلهای بهره وری براساس تابع تولید شکل می یابند تا به صورت یک چیز منسجم، که تفاوت در مدل ها نسبتاً کوچک می باشد . تفاوتها، نقش ناچیزی را بازی می کنند، و راه حل هایی که انتخابی هستند می توانند برای اهداف خوبی توصیه شوند . مدل های انداه گیری بهره وری می توانند در شش روش از دیگر ویژگی ها متفاوت باشد:
1. نخست، بررسی و روشن ساختن تفاوتها در نامهای مفاهیم ضروریست.طرحان مدل، نام های مختلفی را به مفاهیم مشابه داده اند که باعث سردرگمی بسیاری می شود، بدیهی است که تفاوت در نام ها تاثیری بر منطق مدل سازی نمی‌گذارد;
2. متغیرهای مدل می تواند متفاوت باشد، بدین جهت که، منطق اساسی مدل متفاوت است. سوالی وجود دارد که کدام متغیر ها برای اندازه گیری استفاده می شود. مهمترین ویژگی یک مدل قابلیت ان در توصیف تابع تولید است. این نیاز در مورد تابع تولیدی متغیرهای بهره وری و حجم براورده می شود. تنها، مدل هایی که با این معیار مواجه می شوند ارزش مقایسه نزدیک تری را دارند;
3. ترتیب محاسبه متغیرها می تواند متفاوت باشد. محاسبه بر اساس اصل (ceteris paribus)بیان می کند که در هنگام محاسبه، تاثیرات تغییر در یک متغیر، همه متغیرهای دیگر ثابت نگه داشته می شود. ترتیب محاسبه متغیرها بر نتایج محاسبه اثر دارد، با این حال، تفاوت قابل توجهی نیست.
4. چهارچوب نظری مدل می توانند به صورت تئوری تولیدباشد. در یک مدل بر اساس تئوری تولید، میزان فعالیت بوسیله حجم نهاده اندازه گیری شده است. در یک مدل بر اساس تئوری هزینه، میزان فعالیت بوسیله حجم خروجی(ستاده) اندازه گیری شده است;
5. روش حسابداری یعنی چگونگی اندازه گیری نتایجی که تولید شده است، می تواند متفاوت باشد. در محاسبه سه روش به کار گرفته می شود: نسبت حسابداری، حسابداری واریانس، شکل حسابداری.تفاوت در روش حسابداری بیانگر تفاوت در نتایج حسابداری نیست بلکه بیانگر تفاوت در وضوح و قابل فهم بودن است.حسابداری واریانس بیشترین امکانات را برای تجزیه و تحلیل به کاربر می دهد;
6. توانایی تنظیم مدل. دو نوع مدل وجود دارد: ثابت و قابل تنظیم.در مدل قابل تنظیم، ویژگی ها یا خصوصیات می توانند تغییر کنند وبنابراین، انها می توانند ویژگی های مدل های دیگر را بررسی کنند.یک مدل ثابت، نمی‌تواند تغییر کند.و ویژگی هایی را که طراح در ان ایجاد کرده است را ثابت نگه می دارد;

بر اساس متغیرهای استفاده شده در مدل بهره وری، برای اندازه گیری کسب وکار پیشنهادی شده است، وچنین مدل هایی را می توان به سه دسته به شرح زیر گروه بندی کرد:
- مدل های شاخص بهره وری;
- مدل های pppv;
- مدل های pppr;

در سال ۱۹۹۵، دیویس کتابی را به عنوان حسابداری بهره وری که در ان مدل شاخص بهره وری را ارائه کرد را چاپ کرد. بر اساس مدل دیویس، چندین روش توسعه یافته است، در صورتی که، همیشه راه حل اصلی یکی است (کندریک و کریمر ۱۹۶۵، کریک و هریس ۱۹۷۳، هینز ۱۹۷۶، ماندل ۱۹۸۳، سامانت ۱۹۷۹ ). تنها متغیر در مدل شاخص بهره وری می باشد. بنابراین، مدل با جزئیات بیشتر در اینجا معرفی نشده است.
pppv مخفف متغیرهای زیر است، سوداوری به عنوان تابعی از انها بیان شده است:
(حجم، قیمت، بهره وری)f = سوداوری
این مدل با وضعیت سود و زیان ارتباط داده شده است بدین منظور که سوداوری به عنوان تابعی از بهره وری، حجم وقیمت واحد، بیان شده است. بهره وری و حجم، متغیرهای تابه تولید هستند و استفاده از انها امکان توصیف واقعی فرایند را به وجود می اورد. یک تغییر در قیمت واحد، یک تغییر در توزیع درامد تولید را توصیف می کند.
Pppr مخفف تابع زیر است: 
(بهبود قیمت، بهره وری)f = سوداوری
در این مدل، متغیرهای سود اوری، بهره وری و بهبود قیمت هستند.فقط بهره وری، یک متغیر از تابع تولید می باشد. این مدل فاقد متغیر حجم است وبه همین دلیل، این مدل نمی‌تواند تابع تولید را توصیف کند. مدل های امریکاییRealst (لوگرنبرگ(Loggerenberg) و Cucchiaro ۱۹۸۲، پیندا ۱۹۹۰) وAPQC ( کندریک ۱۹۸۴، بریتون ۱۹۸۳ و جنسکا و گریفل ۱۹۹۲، پیندا ۱۹۹۰)متعلق به این دسته از مدل ها هستند اما چون انها برای توصیف عملکرد تولید به کار گرفته نمی‌شوند، در اینجا به طور دقیق بررسی نمی‌شوند.

### خلاصه مقایسه ای از مدل ها
| C&T                     | Gollop                                                              | Kurosawa                | Saari                       | Choises                                                      |
| ----------------------- | ------------------------------------------------------------------- | ----------------------- | --------------------------- | ------------------------------------------------------------ |
| حجم، بهره وری، توزیع    | حجم، بهره وری، توزیع                                                | حجم، بهره وری، توزیع    | حجم، بهره وری، توزیع        | متغیرهای استفاده شده در مدل                                  |
| عملکرد هزینه            | عملکرد هزینه                                                        | عملکرد تولید            | عملکرد تولید                | جایگزینی، تئوریعملکرد تولیدعملکرد هزینه                    |
| حجم، بهره وری، توزیع    | حجم، بهره وری، توزیع                                                | حجم، بهره وری، توزیع    | حجم، بهره وری، توزیع        | ترتیب محاسبه متغیرها                                         |
| کل تغییرات شکل حسابداری | توزیع، حسابداری واریانس، بهره وری، حسابداری نسبت، حجم، شکل حسابداری | کل تغییرات شکل حسابداری | کل تغییرات حسابداری واریانس | روش های حسابداری حسابداری واریانس حسابداری نسبت شکل حسابداری |
| ثابت                    | ثابت                                                                | ثابت                    | قابل تنظیم                  | جایگزینی، توانایی: تنظیم;  قابل تنظیم;  ثابت;              |

## خلاصه ای از مدل های بهره وری ( Saari ۲۰۰۶ b )
مدل های pppv سوداوری را به عنوان تابعی از بهره وری، حجم و توزیع درامد (قیمت واحد) اندازه گیری می کند. چنین مدل هایی مثل :

1. ژآپن کوروساوا (۱۹۷۵)
2. فرانسه، کوربوایس و تمپل (۱۹۷۵)
3. فنلاندی ساری (۱۹۷۶ ، ۲۰۰۰ ،۲۰۰۴ ، a۲۰۰۶، b۲۰۰۶ )
4. امریکا Gollop (۱۹۷۹)

این جدول، ویژگی های مدل های pppv رانشان می دهد. تمامچهار مدل ا همان متغیرهایی استفاده می کنند که به وسیله یک تغییر در سوددهی نوشته شده است ودر فرمول های اندازه گیری استفاده شده است . این متغیرها توزیع درامد(قیمتها)، بهره وری و حجم می باشد. نتیجه این می باشد که منطق اساسی اندازه گیری در همه مدل ها یکسان می باشد. روش انجام اندازه گیریها بیش از اندازه متفاوت است که بستگی به این حقیقت دارد که مدل ها نتایج مشابه از همان مواد محاسبه را تولید نمی‌کنند.حتی اگر متغیرهای تابع تولید سوداوری و حجم در مدل بودند، همچنین محاسبه عملاً می تواند طبق تابع هزینه انجام شود. این مورد در مدل های C&T و نیز Gollop است. روشهای محاسبه در استفاده از حجم خروجی (ستاده) یا حجم ورودی (نهاده) برای اندازه گیری حجم فعالیت متفاوت است. راه حل اول از تابع هزینه و دومی از تابع تولید تبعیت می کند. بدیهی است که محاسبه، نتایجی متفاوت از مواد را ارائه می دهد. توصیه میشود که محاسبه را بر طبق تابع تولید انجام دهید. با توجه به تعریف تابع تولید مورد استفاده در مدل های بهره وری ساری و کوروساوا، بهره وری به معنی کمیت و کیفیت خروجی (ستاده) در هر واحد از ورودی (نهاده) می باشد.
مدل ها از نظر تکنیک های محاسبه به طور قابل توجه از یکدیگر متفاوت اند. تفاوت در روش محاسبه سبب تفاوت در نتایج نمی‌شود، بلکه تفاوت در وضوح و فهم بین مدل ها می باشد.از مقایسه اشکار می شود که مدل های کوربوایس ( Courbois ) و تمپل( Temple ) و کوروساوا(Kurosawa ) صرفاً بر اساس فرمول های محاسباتی هستند.محاسبه بر اساس مجموعه حساب سود و زیان می باشد. در نتیجه برای تجزیه و تحلیل مناسب نیست. مدل بهره وری ساری صرفاً بر اساس حسابداری واریانس شناخته شده از حسابداری هزینه استاندارد است. حسابداری وایانس، متغیر های اولیه، یعنی کمیتها و قیمتهای ورودی و محصولات مختلف را به کار می گیرد. حسابداری واریانس بیشترین امکانات را برای تجزیه و تحلیل به کاربر می دهد. مدل Gollop، یک مدل ترکیبی با روش محاسبه خودش می باشد. هر متغیر با استفاده از روش محاسباتی مختلف، محاسبه شده است.( Saari ۲۰۰۶ b )
مدل بهره وری Saari تنها مدل، با ویژگیهای قابل تغییر می باشد.از این رو، یک مدل قابل تنظیم است.مقایسه بین مدل های دیگر با بهره گیری از ویژگیهای خاص این مدل امکان پذیر می باشد.

به منظور اندازه گیری بهره وری یک ملت یا یک صنعت عملی کردن همان مفهوم بهره وری در کسب و کار ضروریست، بااین حال، هدف مدل سازی به طور چشمگیر گسترده تر است و اطلاعات بیشتری جمع می شود. محاسبات کل بهره وری یک ملت یا صنعت بر اساس دوره های زمانی sna هستند و سیستم حسابهای ملی در طی نیم قرن تنظیم شده و توسعه یافته است. حسابداری ملی یک سیستم بر اساس توصیه های سازمان ملل (UN )(SNA۹۳ )، برای اندازه گیری کل تولید و درامد یک ملت و چگونگی استفاده از آن، می باشد.
دقیق ترین معنای اندازه گیری بهره وری در کسب وکار است که به دلیل در دسترس بودن همه ی داده های اولیه مقادیر و قیمتهای ورودی(نهاده) و خروجی(ستاده) در تولید می باشد. کاملترین چیزی که ما می خواهیم از طریق اندازه گیریها تجزیه وتحلیل کنیم، نیاز به داده های بیشتری برای جمع اوری دارد. در اندازه گیری بهره وری، ترکیب و جمع اوری داده، همیشه کاهش دقت اندازه گیری را در پی دارد.

از نظر عقلی، مقدار تولید کل یک معنا رادر اقتصاد ملی و کسب وکار می دهد اما به دلایل منطقی، مفهوم مدل سازی متفاوت می باشد. در اقتصاد ملی، تولید کل به عنوان مجموع ارزش افزوده اندازه گیری می شود در حالیکه در کسب و کار از طریق ارزش کل تولید اندازه گیری شده است. وقتی خروجی (ستاده) از طریق ارزش افزوده محاسبه می شود، کل نهاده های خرید ( انرژی، مواد و غیره) و تاثیرات بهره وری انها برای بررسی کنار گذاشته می شود. در نتیجه تابع تولید اقتصاد ملی به شرح زیر نوشته می شود: 
( کار، سرمایه ) f = ستاده (خروجی) = ارزش افزوده

در کسب و کار، تولید از طریق ارزش ناخالص تولید، اندازه گیری شده استو علاوه بر نهاده های خود تولید کننده ( سرمایه، کار )، تجزیه و تحلیل بهره وری شامل همه نهاده های خرید مانند: مواد خام، انرژی، خدمات برون سپاری، تجهیزات و قطعات و غیره می شود.بنابراین، امکان اندازه گیری کل بهره وری در کسب و کار که مستلزم بررسی کامل همه ورودی ها می باشد، وجود دارد. بدیهی است که اندازه گیری بهره وری در کسب و کار، نتیجه دقیق تری را می دهد زیرا همه نهاده های استفاده شده در تولید، مورد بررسی قرار می گیرد.
اندازه گیری بهره وری بر اساس حسابداری ملی اخیراً تحت توسعه ( گسترش ) قرار گرفته است . این روش به عنوان KLEMS شناخته شده است و همه ورودی های تولید را مورد توجه قرار می دهد KLEMS مخفف k=سرمایه ، L = کار ، E = انرژی ، M = مواد ، S = خدمات می باشد. اصولاً، همه نهاده ها به یک شیوه مورد بررسی قرار گرفته‌اند . اما ورود سرمایه به خصوص، از طریق خدمات سرمایه اندازه گیری می شود نه از طریق حجم سرمایه. 

مشکل جمع اوری یا ترکیب ستاده و نهاده ها این است که صرفاً اندازه گیری فنی است و از طریق گرو بندی ثابت از موارد پدید می اید.در حسابداری ملی، داده نیاز دارد با موارد ثابتی تقویت شود که منجر به موارد بیشتری از نهاده و ستاده (خروجی) که همگن نیستند می شود و همانطورکه دراندازه گیری ها ارائه شد شامل تغییرات کیفی می شود .گروه بندی ثابتی ازموارد در مدل تولید کسب و کار، هم نهاده ها ومحصولات وجود ندارد اماهم نهاده ها وهم محصولات از طریق معرفی نام هایشان در قیمت و مقداراولیه مواد محاسبه درمحاسبات وجود دارد.(Saari ۲۰۰۶ b)

برای تجزیه و تحلیل بهره وری، ارزش تولید کل اقتصاد ملی و تولید ناخالص ملی با قیمتهای ثابت محاسبه می شود اصل محاسبه قیمت ثابت که با مقادیر ارزیابی شده اند در یک دوره تعیین شده یا ثابت نگه داشته می شوند و یا بدون تغییرند.در محاسبه ای که مطابق حسابداری ملی است، قیمت ثابت تولید ناخالص ملی به اصطلاح، با استفاده از قیمت های سال پایه به دست می اید چون سال پایه هر پنج سال تغییر می کند، ارزیابی مقادیر محصول و نهاده به مدت ۵ سال بدون تغییر باقی می ماند . وقتی قیمتهای سال پایه جدید ارائه می شود، قیمتها به طور نسبی در ارتباط با قیمتهای سال پایه قبل که تاثیرات خاص خود را در بهره وری دارد، تغییر خواهد کرد .
قیمتهای سال پایه گذشته، اندازه گیری نادرستی از تولید را در پی دارد. به دلیل اقتصاد بازار ارزشهای نسبی محصول و نهاده ها تغییر می کند در حالیکه، قیمتهای نسبی سال پایه، به هیچ وجه به این تغییرات واکنشی نشان نمی‌دهند . تغییرات ساختاری شبیه این، اشتباهاً مورد ارزیابی قار می گیرد . زندگی کوتاه چرخه تولیدات، هیچ اساسی برای ارزیابی نخواهد داشت زیرا انها بوجود می ایند ودر دو سال اولیه می میرند. به دست اوردن بهره وری خوب بوسیله کشش نادیده گرفته می شود اگر قیمتهای ثابت و طولانی مدت و قدیمی مورد استفاده قرار گیرد. این مشکلات در مدلهای کسب و کار وجود ندارد، زیرا قیمتهای دقیق (صحیح) همیشه در دسترس هستند .(Saari ۲۰۰۶ b)

1. تولید
2. نظریه تولید
3. اقتصاد سنجی
4. تابع تولید
5. بهره وری

- مشارکت‌کنندگان ویکی‌پدیا. «Productivity model». در دانشنامهٔ ویکی‌پدیای انگلیسی، بازبینی‌شده در ۲۱ دی ۱۳۹۰.